# 圣艾尼昂叙里
圣艾尼昂叙里（法語：Saint-Aignan-sur-Ry，法語發音：[sɛ̃t‿ɛɲɑ̃ syʁ ʁi]，意为“里上方的圣艾尼昂”）是法国滨海塞纳省的一个市镇，属于鲁昂区。

## 地理
圣艾尼昂叙里（49°30'10"N, 1°21'11"E）面积8 平方千米，位于法国诺曼底大区滨海塞纳省，该省份为法国北部沿海省份，其西部及北部濒大西洋英吉利海峡，东起顺时针与索姆省、瓦兹省、厄尔省和卡爾瓦多斯省接壤。
与圣艾尼昂叙里接壤的市镇（或旧市镇、城区）包括：布兰维尔-克勒翁、布瓦赛、卡特奈、昂代勒河畔埃尔伯夫、里村。

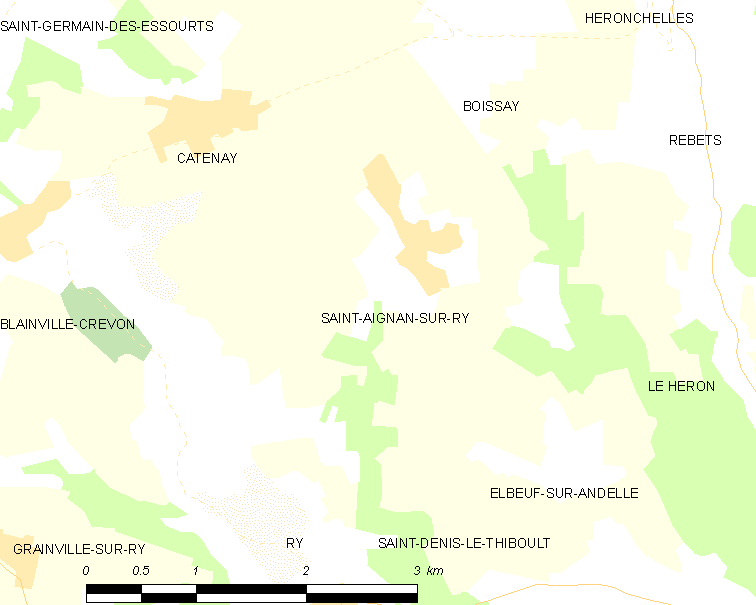
圣艾尼昂叙里的OSM定位图

圣艾尼昂叙里的时区为UTC+01:00、UTC+02:00（夏令时）。

## 行政
圣艾尼昂叙里的邮政编码为76116，INSEE市镇编码为76554。

## 政治
圣艾尼昂叙里所属的省级选区为勒梅尼勒埃纳尔县。

## 人口

1962-2008年间圣艾尼昂叙里人口变化图示

圣艾尼昂叙里于2022年1月1日时的人口数量为341人。